# Deer Squad : Les Super-cerfs
Deer Squad: Les Super-cerfs (Deer Squad) est une série télévisée d'animation sino-américaine en 40 épisodes de 23 minutes et diffusée depuis le 8 mars 2021 sur Nickelodeon Junior. Il s'agit d'une collaboration entre Nickelodeon et la plateforme iQIYI. Le premier épisode de la série a été diffusé sur la plateforme vidéo d'iQIYI le 15 juillet 2020. Celui-ci a été diffusée pour la première fois aux États-Unis le 25 janvier 2021.
Le série a été annoncé pour la première fois le 1er août 2017, sous le titre «Deer Run». Nickelodeon détient les droits de diffusion à l'étranger de l'émission. Une deuxième saison est actuellement en production.
La série suit les périlleuses aventures de 4 jeunes cerfs intrépides, courageux et colorés, chargés de protéger les animaux de la forêt mais aussi les habitants de la ville.

## Fiche technique
- Titre original : Wúdí Lù Zhànduì
- Titre français : Deer Squad: Les Super-cerfs
- Réalisation : Yiming Qie, Fang Xue, Dan Xiang, Eva Lam
- Musique : Score Draw Music
- Production : Yiming Qie, Fang Xue, Dan Xiang, Eva Lam
- Sociétés de production :
- Sociétés de distribution :
- Pays d'origine:  Chine
- Langue originale : chinois
- Format : Couleur - HDTV 1080i - 16:9 - Stéréo
- Genre : série d'animation
- Nombre de saisons : 1
- Nombre d'épisodes : 40
- Durée : 23 minutes
- Dates de première diffusion : 
  - Chine : 15 juillet 2020
  - France:8 Mars 2021

## Personnages
Kai:cerf Jaune/pouvoir:Eau/vehicule:Souris Bolide,aeroglisseur
Lola:cerf Rose/pouvoir:Forêt/vehicule:Fusee Lapin,voiture volante
Rammy:cerf Rouge/pouvoir:Soleil/vehicule:4X4 Cheval,4X4
Bobbi:cerf Vert/pouvoir:Terre/vehicule:Buffle a Roues,vehicule tout-terrain
Jade:cerf Indigo/pouvoir:Cristal/Vehicule:Voiture de course des Neiges,chasse-neige
M.Metal,Proffeseur Sagace
Stu et Staffia

## Distribution
- Alexis Tomassian : M. Métal
- Aurore Saint-Martin : Bobby
- Fanny Bloc
- Leslie Lipkins
- Marie Facundo
- Corinne Martin
- Fabien Richard
- Fouzia Youssef-Holland
- Julien Kramer
- Léa Margot
- Pascal Sellem : Ian

### Version française
- Société de doublage : Lylo
- Direction artistique : Julien Kramer
- Adaptation des dialogues : Julie Leroy

## Épisodes

### Première saison (2020)
1. Bonsoir, Platino-ville / Métalzilla
2. Il faut sauver les abeilles / Le Canard Robot
3. Le Poisson légendaire / Bulles à gogo
4. Kai Express; Torna-coin-coin
5. Panique au jardin public / Complètement givré
6. La Créature du lac / Collés ensemble
7. Héros d'un jour / Danse avec les robots
8. Le Fan club / Le Marathon de Monsieur Métal
9. L'Échangeur / Touche pas à mon œuf
10. La Tour de l'espace / C'est magique
11. Les Super Clones / Mise en boîte
12. Les Nuages de couleur / La grande course
13. Le Traduitout / Le Concours de fleurs
14. L'attaque des drones / Pluie de slime
15. Capitaine Métal / Grosse chaleur
16. Vol au-dessus du jardin public / La Super baballe
17. Le Numéro de voltige de Lola / Le Monstre des égouts
18. Petit mais fort / Puissance pomme de pin
19. Le 5ème Super Cerf / Méchantes myrtilles
20. Le plus gros navet du monde / Aimant maudit

## Saison 2 (Depuis 2022)
1. Au pied de l'arc-en-ciel / Grillés !
2. Muffin dans l'espace / Une limonade qui secoue
3. Perruque en fuite / Ça tourne !
4. Le cristal de force / Bourde et palourde
5. La Perruque du pouvoir / Le Canard qui trompétait au loup
6. La Danse de l'espace / Le Croqueur de diamant
7. La Course aux rebonds / Qu'est-ce qui ne va pas, Lola ?
8. La Puissance du cristal / Un Métal en toc
9. Un anniversaire qui dérape / A vos souhaits
10. Le Concours de tournesol / Le Voleur de lune

## Accueil
Lancée en 2020 en Asie, la série a eu un succès immédiat auprès des enfants, devenant notamment l'une des séries jeunesse les plus plébiscitées aux Philippines.